# Point of Entry
Point Of Entry je sedmé studiové album britské heavy metalové kapely Judas Priest. Album Point of Entry vydané 27. února 1981. Mezi skalními fanoušky netěšilo velké oblibě z důvodu své experimentálnosti a téměř swingových elementů v některých skladbách, přesto se zde ale nachází nesmrtelné klasiky jako Desert Plains, Don't Go, Hot Rockin a především píseň Heading Out to the Highway, jež kapela nezřídka kdy hraje na koncertech.[zdroj?] Intro skladby Solar Angels v mnohém silně připomíná nesmrtelný instrumentální hit Metallicy Orion z alba Master of Puppets a bývá často považován za zdroj inspirace pro jeho vznik. Neštěstí tohoto zajímavě experimentálního a spíše hardrockového alba spočívá v jeho umístění mezi dvě patrně nejznámější alba kapely British Steel a Screaming for Vengeance. Avšak pro hudební historii je toto album důležité z hlediska výskytu nesmrtelných riffů jako například ve skladbě Heading Out to the Highway, které poté mnohé rockové a metalové kapely zařadily do svého repertoáru.[zdroj?]
Toto album bývá často kritizováno pro svou nepříliš inovativní grafickou podobu, jejímž autorem je výtvarník, fotograf a malíř Roslaw Szaybo. Ten je také tvůrcem ikonického přebalu desky British Steel.[zdroj?] Point of Entry bylo roku 2005 zařazeno německým časopisem Rock Hard na 352. místo v žebříčku 500 nejlepších rockových a metalových alb všech dob.

## Seznam skladeb
Všechny skladby složili Glenn Tipton, Rob Halford a K. K. Downing.
| Pořadí | Název                      | Délka |
| ------ | -------------------------- | ----- |
| 1.     | Heading Out to the Highway | 3:47  |
| 2.     | Don't Go                   | 3:18  |
| 3.     | Hot Rockin'                | 3:17  |
| 4.     | Turning Circles            | 3:42  |
| 5.     | Desert Plains              | 4:36  |
| 6.     | Solar Angels               | 4:04  |
| 7.     | You Say Yes                | 3:29  |
| 8.     | All the Way                | 3:42  |
| 9.     | Troubleshooter             | 4:00  |
| 10.    | On the Run                 | 3:47  |

### Bonusové skladby z r. 2001
1. "Thunder Road" (Halford, Tipton) – 5:12
2. "Desert Plains" (Live) – 5:03

## Sestava
- Rob Halford – zpěv
- K.K. Downing – kytara
- Glenn Tipton – kytara
- Ian Hill – baskytata
- Dave Holland – bicí